# Karl Taupitz
Karl Ernst Taupitz (* 25. Oktober 1898 in London; † 20. Mai 1991 in Gilching) war ein deutscher Bibliothekar und Statistiker.

## Leben und Werk
Er war der Sohn des Schreinermeisters Ernst Friedrich Taupitz (1875–1957), kam in England zur Welt und wuchs in Swakopmund auf. Seit 1913 lebte er mit seinen Eltern in Leipzig, wo er bis 1916 die Handelsschule besuchte, bevor er zum Militärdienst einberufen wurde. Nachdem er das Abitur abgelegt hatte, studierte er an den Universitäten Leipzig und Innsbruck Volkswirtschaft, Statistik, Soziologie und Kulturphilosophie. 1924 promovierte er in Leipzig zum Dr. phil. Das Thema seiner Dissertation lautete Die Gesellschaftswissenschaften Robert von Mohls. Noch im selben Jahr wurde Taupitz Fachstatistiker in der von Walter Hofmann gegründeten Deutschen Zentralstelle für volkstümliches Büchereiwesen in Leipzig und nahm parallel dazu eine Ausbildung zum Bibliothekar an der Deutschen Volksbüchereischule Leipzig auf, die er 1929 abschloss. Danach wurde er wissenschaftlicher Assistent am Institut für Leser- und Schrifttumskunde und 1931 Leiter der Städtischen Bücherei Leipzig-Gohlis sowie Leiter der Staatlichen Landesfachstelle für Volksbüchereiwesen im Freistaat Sachsen. 
Nach der „Machtergreifung“ der Nationalsozialisten 1933 und noch vor Erlass der Aufnahmesperre trat Taupitz der NSDAP bei. Bereits am 1. April 1934 wurde er zum Direktor der Städtischen Bücherei und Lesehalle in die sächsische Landeshauptstadt Dresden berufen. Kurze Zeit später, am 18. Juli 1934, schrieb er in der NSDAP-Presse über „Die Bedeutung der öffentlichen Büchereien im Dritten Reich. Erneuerung von innen heraus tut not.“
Als Freimaurer geriet er nach dem Verbot der Freimaurerei 1935 in Konflikt mit dem Dresdner Oberbürgermeister Ernst Zörner, der zeitweise zu gewissen beruflichen Einschränkungen sowie zur Einleitung eines Ausschlussverfahren aus der NSDAP führte. 1937 war er einer der Preisrichter für den Roman- und Lustspiel-Wettbewerb des Heimatwerkes Sachsen. 1938 wurde er zum Leiter des Ausschusses für Großstadtbüchereien im Amt Schrifttumspflege ernannt, wo er für die Untersuchung und Darstellung des großstädtischen Büchereiwesens verantwortlich war.
Noch vor Beginn des Zweiten Weltkrieges wurde er zur Wehrmacht einberufen. Am Ende des Krieges geriet er in Italien in amerikanische Kriegsgefangenschaft, aus der er 1946 entlassen wurde. Taupitz kehrte nicht mehr nach Dresden zurück, sondern arbeitete zunächst als Lektor für den Maximilian-Dietrich-Verlag in Memmingen. 
1947 wurde er im Spruchkammerverfahren in Füssen als Entlasteter eingestuft. Zwei Jahre später ging er nach München, um als wissenschaftlicher Mitarbeiter und Schriftleiter am ifo-Institut für Wirtschaftsforschung tätig zu werden. Daneben war er von 1951 bis 1960 Leiter des Wirtschaftsarchivs und stellvertretender Abteilungsleiter im Bayerischen Statistischen Landesamt in München. Bis 1969 arbeitete er als Personalreferent beim ifo-Institut in München und ging danach in den Ruhestand.
Sein Sohn Karl-Christoph Taupitz promovierte 1954 an der Bergakademie Clausthal zum Thema Die Blei-, Zink- und Schwefelerzlagerstätten der nördlichen Kalkalpen westlich der Loisach.

## Schriften (Auswahl)
- Die Gesellschaftswissenschaften Robert von Mohls. Leipzig 1924.
- Handel und Verkehr. Kaufmännische Betriebswirtschafts- und Verkehrslehre. Ein Bücherverzeichnis. Leipzig 1930.
- Das Büchereiwesen in Dorf und Kleinstadt. Grundlagen und Aufbau im Gau Sachsen. Verlag Heimatwerk Sachsen, Dresden 1940.